# 銀河合体

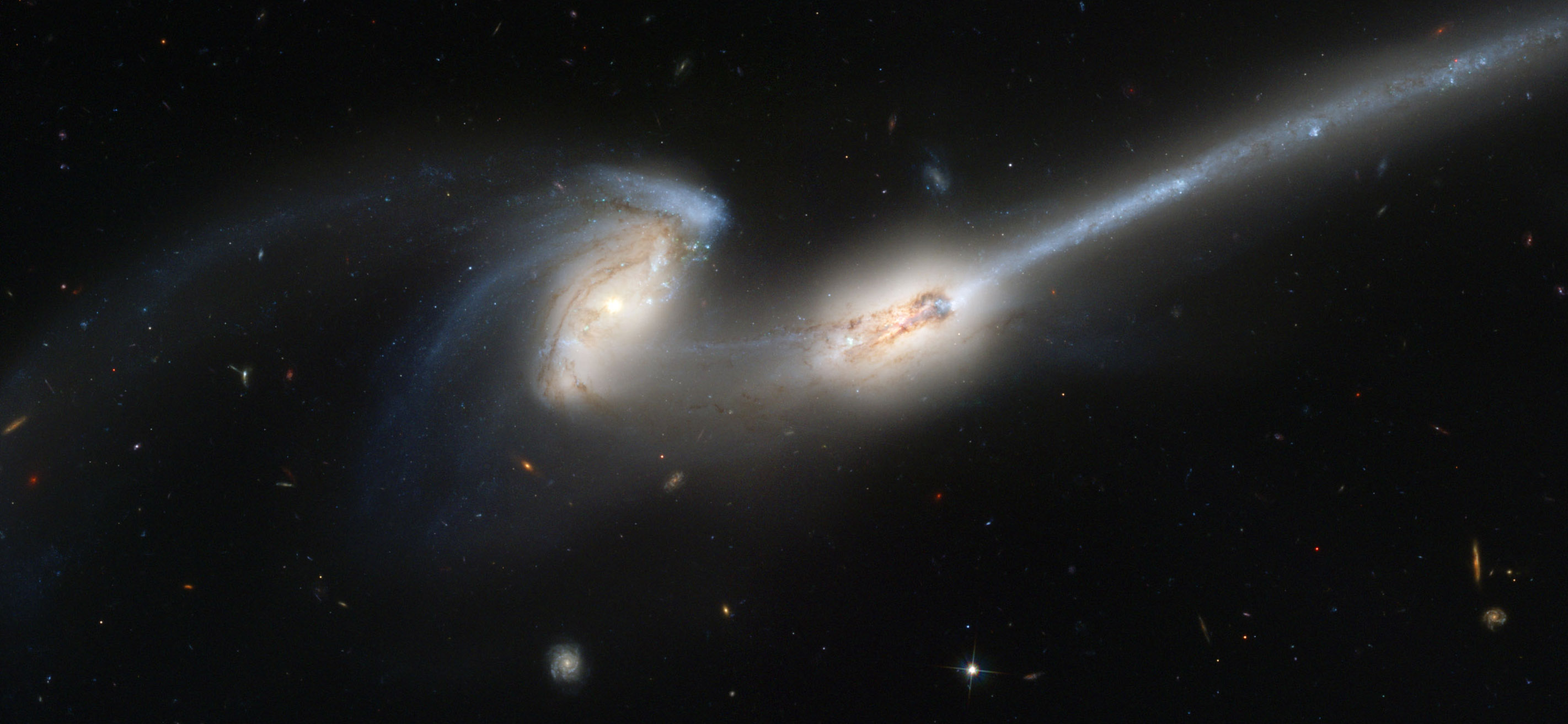
銀河合体が進みつつある天体であるマウス銀河 (NGC 4676 A&B)

銀河合体（ぎんががったい、英語: Galaxy merger）は、2つ以上の銀河が衝突する際に起こる現象である。
実際に衝突し合体する点で、銀河同士の相互作用の中でも最も激しいものである。銀河間の重力的な相互作用や、銀河に含まれるガスやダスト同士の摩擦は銀河の進化に大きな影響を与える。このような合体が銀河に与える影響の度合いは銀河同士の衝突する角度や衝突時の速度、銀河同士の大きさの比率など広く様々なパラメーターに依存するため、これらを正確に予想・評価することは現在天文学においても重要で活発な研究分野の1つとなっている。また、銀河合体が起こる確率・頻度は銀河の進化のペースを調べるための基本的なパラメータとなるのでそういった意味でも重要視されている。またこの合体率を用いて、銀河が時間の経過とともにどのように成長していったかを天文学者は見積もることができる。

## 詳細
銀河合体が起こっているとき、合体するそれぞれの銀河の恒星やダークマターは銀河同士が接近するにつれて影響を受けるようになる。合体段階の後期が近づくにつれて、銀河の重力ポテンシャル(銀河の形に影響する)が急速に変化し、これによって銀河の中を公転する恒星の軌道がそれまでの軌道の軌跡をとらえることができないほどまで大きく変化する。このプロセスを“violent relaxation”と呼ぶ。たとえば、2つの渦巻銀河が合体するとき、最初はそれぞれの銀河にある星は2つの別々の円盤上を規則的に公転する。しかし合体が進むにつれて、その秩序的だった運動はランダムな運動に変化する(熱化)。結果としてできる銀河は軌道同士で相互作用を起こしあう複雑なネットワークの中でランダム運動をする恒星で占められ、そういった銀河は楕円銀河として観測されるようになる。

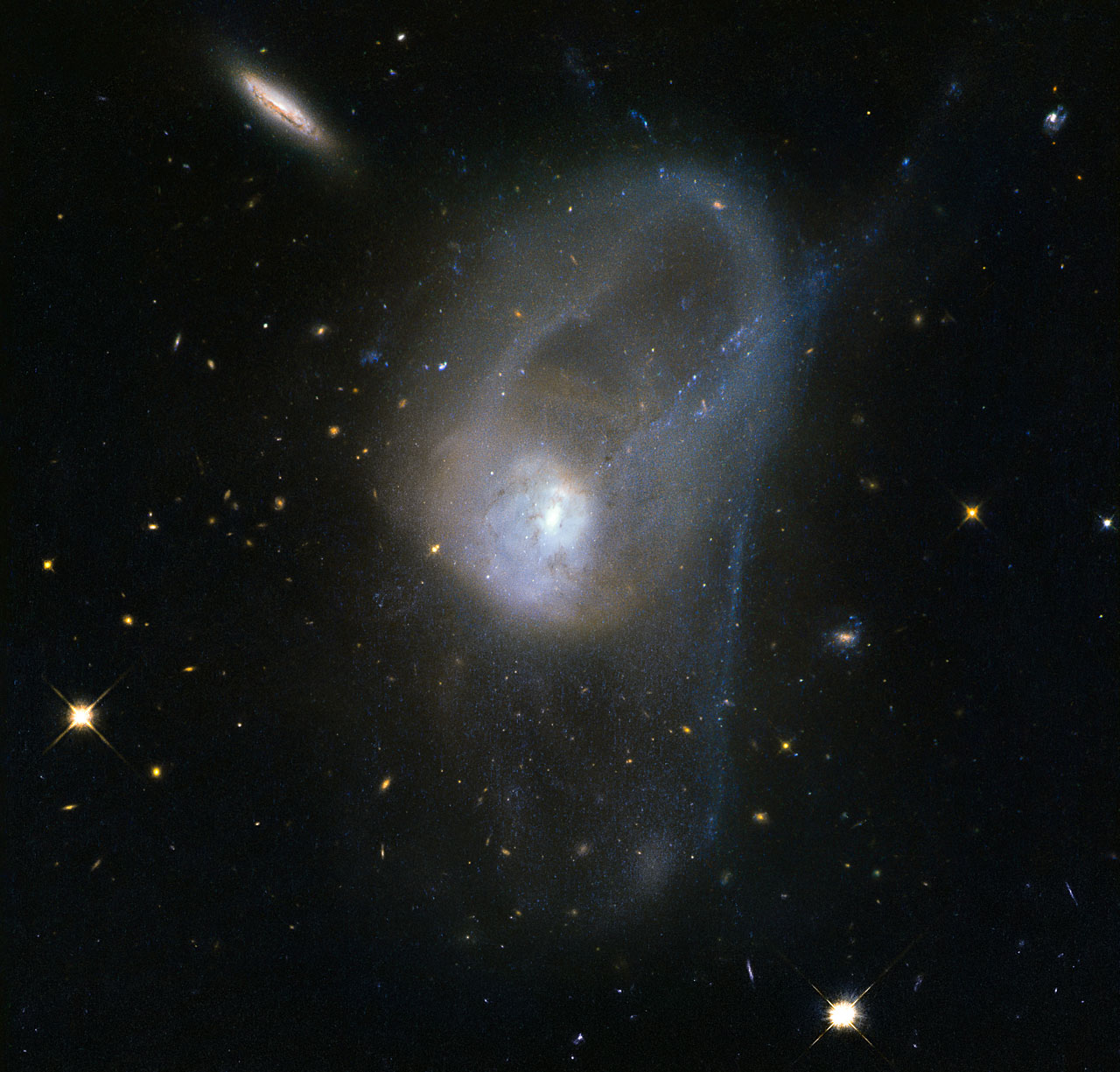
NGC 3921、銀河合体の後期段階にある渦巻銀河のペア

また、合体途中の銀河は極めて活発な星形成が起こる場所でもある。大規模な合体が起こっている銀河の星形成率はとても高く、それぞれの銀河に含まれるガスの量や赤方偏移などに依存するが毎年総量で太陽質量の数千倍に相当する数の恒星が誕生することもある。典型的な場合だと毎年数百太陽質量程度の星形成率だが、それでも毎年せいぜい数個ほどしか新しい星が誕生していないとされる(星形成率～2個/yr)我々の銀河系よりははるかに活発に星の誕生が起こっている。こうした銀河をスターバースト銀河(爆発的星生成銀河)とも呼ぶ。銀河の合体時に、恒星自体同士が実際に衝突するほど接近することはないが、恒星の材料となる巨大な分子雲は銀河の中心に急速に向けて落下し、そこでほかの分子雲と直接衝突する。この衝突で分子雲が圧縮され、星形成が起こり新しい恒星が生まれる。衝突しなかった分子雲はそのまま銀河中心の巨大ブラックホールに供給され、大量のエネルギーを放出する。このような現象は現在も近傍の合体銀河で実際に観測されているが、現在楕円銀河として観測されている銀河が形成される際にさらに顕著に起こっていたとされている。10億～100億年ほど前には楕円銀河にもととなった銀河には現在よりも豊富にガスや分子雲があったとされている。それらの合体の際は銀河中心付近だけでなく銀河中心から離れたところにある分子雲もお互いに衝突することで多くの恒星を誕生させる。この結果、合体後にはそれ以上新しい恒星を誕生させるための材料となる分子雲が枯渇している傾向にある。そのため、大きな合体が起こった後数十億年が経過した銀河には、その間新しく誕生した恒星がほとんどないため若い恒星がとても少ない。そのため、現在観測されている楕円銀河には分子雲や若い恒星がほとんど見られない。そのため、楕円銀河は銀河の合体の末のなれの果てであり、合体時にガスのほとんどを使い切ったためその後の星形成は起こりにくいとされている。
また、銀河の形成を詳しく理解するために、銀河合体をコンピュータによってシミュレーションすることが可能となっている。形態学的に分類された銀河のうち任意のペアを初期値とし、すべての重力をはじめ星間ガスの流体力学的な挙動や散逸、ガスからの星形成、超新星による星間空間への質量放出やエネルギー放出といった効果を考慮に入れて合体過程を追跡できる。こうした銀河合体シミュレーション結果のライブラリーがGALMERのウェブサイトで公開されている。GALMERはアメリカメリーランド州ボルチモアにある宇宙望遠鏡科学研究所のJennifer Lotzの主導によって、ハッブル宇宙望遠鏡が撮影した銀河合体の画像の詳細をよりよく理解するために行われたコンピューターシミュレーションのプロジェクトである。Lotzのチームは、同程度の質量の銀河同士の合体から巨大な銀河と小さな銀河間の相互作用に至るまで、幅広い範囲で考えられる銀河合体の可能性についてくまなく調べた。またチームでは、銀河の様々な軌道や衝突の影響の可能性、互いの銀河がどのように指向されていくかなども解析された。その結果、チームは57種類の異なる衝突シナリオを導き出し、10の異なる視点方向からそれを研究した。
これまで観測された中で最大の銀河合体の1つが4つの楕円銀河からなるCL0958+4702という銀河の集団で、合体後は宇宙最大級の銀河を形成するかもしれないと考えられている。

## 銀河合体の分類
銀河合体は合体している銀河の特徴により、その数やガスの量、サイズ比などで分類することができる。

### 合体する数による分類
合体過程にある銀河の個数による分類。
- バイナリー合体 - 2個の相互作用している銀河による合体
- 複数合体 - 3個以上の銀河による合体

### 大きさによる分類
合体に関わる最大の大きさの銀河や、それとほかの銀河とのサイズ比、また合体後に最大の銀河の形がどのように変化するかによっても分類できる。
- マイナーな合体 - 1つの銀河がほかの銀河よりも非常に大きい場合。大きいほうの銀河がほかの銀河を吸収する形で、小さいほうの銀河のガスや恒星はほとんど大きいほうの銀河に持っていかれ、なおかつ大きいほうの銀河に大きな影響はない。我々の銀河系も現在もおおいぬ座矮小銀河やマゼラン雲といった小さな銀河を吸収しようとしている。また、おとめ座恒星ストリーム（英語版）と呼ばれる銀河系内の構造はかつて銀河系と合体した矮小銀河の残骸と考えられている。
- 大規模な合体 - 2つの同程度の大きさの渦巻銀河の合体は大規模で、それらの衝突角や衝突速度によっては活動銀河核を形成し、そのプロセスの中ではたらく様々なフィードバックの中でガスやダストを放出する激しい現象になる。これが多くのクエーサーの原動力としてはたらいている。その結果楕円銀河が形成され、これが楕円銀河が形成される主要なプロセスであると考えられている。

大きな銀河合体は平均して約90億年に一度起こるとされており、大きな銀河による小さな銀河の吸収はより頻繁に起こるとされている。銀河系もアンドロメダ銀河とおよそ45億年後に合体すると予測されており、2つの銀河の大きさはよく似ているため大規模な合体が起こり、はっきりした腕を持つ渦巻銀河だった2つの銀河は1つの巨大な楕円銀河になるとされている。

### ガスの存在量による分類
合体時にそれぞれの銀河が持つガスの量や、銀河の周囲にガスが存在する場合は合体時にそれを取り込む量によって分類することができる。
- ガスが豊富な合体 - 合体する銀河がガスに富んでいるとき(青い銀河、渦巻銀河に多い)、合体時に多くの星形成が起こる。渦巻銀河から楕円銀河への移行はクエーサー活動を引き起こす原因にもなる[14]。しばしばwet mergerと呼ばれる。
- ガスに乏しい合体 - 合体する銀河のガス量が少ないとき(赤い銀河、楕円銀河に多い)、合体時に激しい星形成は起こらない。しかし、恒星の質量を増加させる重要なはたらきがある[14]。Dry mergerと呼ばれる。
- ガスをある程度含む合体 - 上記2タイプの中間程度のガスを保有する銀河同士の合体では、爆発的な星形成は起こるものの球状星団を形成するほど激しい星形成にまではならない[15]。Damp mergerと呼ばれる。
- これらの混合 - ガスの豊富な銀河と少ない銀河が合体するようなケースもある。

## 合体の系統樹
20世紀の標準の宇宙論では、1つの銀河は何回かのダークマターハロー同士の合体によって、ハローのガスが冷却されハローの中心で星形成が起こることで光学的に観測可能な銀河という天体へとなることで形成されると考えられていた。数学的グラフによるダークマターハローの合体やその次に起こる星形成のモデリングは、純粋なN体シミュレーションや統計的手法による準解析的な計算によって行われてきた。
1992年にミラノで開催された観測的宇宙論会議で、Roukema、Quinn、Petersonは宇宙論的N体シミュレーションによって抽出されたダークマターハローの最初の合体の系統樹を示した。この系統樹は星形成率と銀河進化の仮説を組み合わせ、異なる宇宙の時代の銀河の光度関数(どのくらいの明るさの銀河がどれほどの数存在するかを示す関数)を示している。ダークマターハローの複雑な力学を考慮すると、合体系統樹をモデリングするうえで重要な問題となるのは、ある時点でのハローがその1つ前の時点でのハローの子孫であることをどう定義するか、である。Roukemaのグループは、この定義を、ある時点でのハローがその前の時点でのハローに含まれる粒子の50%以上を含んでるかどうか、という関係性を利用して決定するという手法を用いた。これにより、どのハローでも時間のステップを1つ進める間に、2つ以上の子孫を持たないということが保証された。この銀河形成モデリングの手法は、合成スペクトルから求まる銀河の数的な特徴や、観測に一致する銀河の統計的な特性を高速に計算できるとして受け入れられた。
同じ1992年の会議において、これとは独立してLaceyとColeはPress–Schechter理論と力学的摩擦の理論を組み合わせて、ダークマターハローの合体系統樹とそれに対応するハローの核での銀河の誕生をモンテカルロ法で統計的に計算する方法を示した。
Kauffmann、 サイモン・ホワイト、Guiderdoniは翌1993年にこの手法をガスの冷却や星形成、超新星からのガスの再加熱、および渦巻銀河から楕円銀河への転換などを含め拡張し、準解析的に定式化した。Kauffmannのグループと、岡本崇・長島雅裕はのちに、合体系統樹のアプローチを派生させたシミュレーション法を発表している。

## 合体銀河の例
銀河の中には合体によって形成されたと考えられているものもあり、下はその一例である。
- アンテナ銀河
- マウス銀河
- ケンタウルス座A
- NGC 7318(ステファンの五つ子銀河)